# Robert Sidney Foster
Pour les articles homonymes, voir Robert Foster et Foster.
Sir Robert Sidney Foster, dit Robin Foster, né à Londres le 11 août 1913 et mort le 12 octobre 2005,, est un administrateur colonial britannique, devenu ensuite le premier gouverneur général des Fidji indépendantes en 1970.

## Biographie
Il étudie les sciences mécaniques au collège Peterhouse de l'université de Cambridge, puis intègre le service colonial en 1936. Il est posté dans l'administration de Rhodésie du Nord (l'actuelle Zambie) jusqu'en 1961, avec une interruption de 1940 à 1943 pour servir dans les forces armées britanniques durant la Seconde Guerre mondiale. Il y est secrétaire aux affaires autochtones de 1960 à 1961, puis est nommé secrétaire-en-chef du Nyasaland (l'actuel Malawi) de 1961 à 1963. Il est vice-gouverneur du Nyasaland de 1963 à 1964, lorsque le pays obtient son indépendance.
En 1964 il est nommé Haut-commissaire aux Territoires britanniques du Pacifique occidental. Posté à Honiara aux îles Salomon, il a la charge également des îles Gilbert et Ellice et de la partie britannique du condominium franco-britannique des Nouvelles-Hébrides (l'actuel Vanuatu). Ce poste, peu doté en moyens financiers, implique des voyages par bateau entre les îles éparses de ces territoires, et ne lui plaît guère. En 1968, il est nommé gouverneur des Fidji, et transféré à Suva. Cette fonction revient à présider les préparatifs de la colonie pour l'indépendance. « Affable, modeste, pragmatique », il est apprécié des Fidjiens,.
Le pays devient indépendant en octobre 1970, en tant que royaume du Commonwealth : Le nouvel État reconnaît symboliquement la reine Élisabeth II comme chef d'État. Robin Foster devient gouverneur général, c'est-à-dire représentant de la reine et chargé d'exercer les fonctions purement cérémonielles du monarque ; le pouvoir exécutif revient au Premier ministre choisi par le Parlement élu. Bénéficiant de l'estime du Premier ministre Ratu Sir Kamisese Mara, il travaille en bonne entente avec ce dernier, appliquant ses instructions. Il prend sa retraite en janvier 1973 et, avec son épouse Madge d'origine sud-africaine, s'installe un temps à Algarve au Portugal, avant d'habiter Southampton en Angleterre. Madge Foster décède en 1991, et son époux passe ses dernières années à Cambridge,.